# Tiếng Kalash
Tiếng Kalash (nội danh Kalashamondr) là một ngôn ngữ Dard thuộc ngữ chi Ấn-Arya, ngữ tộc Ấn-Iran, được người Kalash nói. Tiếng Kalash có hệ thống ngữ âm khác thường do nó phân biệt nguyên âm thường, dài, mũi hóa và quặt lưỡi, cũng như nguyên âm kết hợp những yếu tố đó (Heegård & Mørch 2004).
Tiếng Kalash là bản ngữ của người Kalash, một tộc người sinh sống trong những thung lũng hẻo lánh Bumburet, Birir và Rumbur, nằm cao trên dãy Hindu Kush của tỉnh Khyber Pakhtunkhwa, Pakistan. Người Kalash có tôn giáo riêng (một dạng Hindu giáo cổ), với nhiều vị thần khác nhau. Ước tính có 5.000 người nói tiếng Kalash.
Tiếng Kalash không nên bị nhầm lẫn với tiếng Waigal (Kalasha-ala) lân cận. Theo Badshah Munir Bukhari, một nhà nghiên cứu người Kalash, "Kalasha" cũng là tộc danh của một nhóm người Nuristan phía tây nam các thung lũng Kalash, trong huyện Waygal và giữa thung lũng Pech của tỉnh Nuristan thuộc Afghanistan. Cái tên "Kalasha" có vẻ đã được người Kalash tiếp nhận từ tộc người nói tiếng Waigal kia, vào thời họ lan rộng đến nam Chitral hàng thế kỉ trước. Tuy vậy, mối quan hệ giữa Kalasha-mun (tiếng Kalash) và Kalasha-ala (tiếng Waigal) không gần gũi lắm, vì cả hai bắt nguồn từ hai nhánh khác nhau của ngữ tộc Ấn-Iran.

## Nghiên cứu
Tới tận cuối thế kỷ XX, tiếng Kalash vẫn là ngôn ngữ chưa được ghi nhận. Gần đây hơn, nhờ những hoạt động của NGO và già làng Kalash địa phương, những người tìm cách lưu giữ truyền thống văn học dân gian, một bảng chữ cái tiếng Kalash đã hình thành. Công tác với nhiều nhà nghiên cứu và nhà ngôn ngữ quốc tế, Taj Khan Kalash đã tổ chức "hội nghị phép chính tả tiếng Kalash" ở Islamabad.

## Phân loại
Trong hầu hết các ngôn ngữ Ấn-Âu ở tiểu lục địa, tiếng Kalash nằm trong hàng ít thay đổi nhất, cùng với tiếng Khowar gần đó. Trong một số trường hợp, tiếng Kalash còn nặng tính "bảo toàn" hơn tiếng Khowar, ví dụ, ở sự lưu giữ phụ âm hữu thanh bật hơi.

## Ngữ âm
Bên dưới là hệ thống ngữ âm tiếng Kalash:

### Nguyên âm
|      | Trước     | Giữa      | Sau       |
| ---- | --------- | --------- | --------- |
| Đóng | i ĩ i˞ ĩ˞ |           | u ũ u˞ ũ˞ |
| Vừa  | e ẽ e˞ ẽ˞ |           | o õ o˞ õ˞ |
| Mở   |           | a ã a˞ ã˞ |           |

### Phụ âm
Giống ở những ngôn ngữ Dard khác, tính âm vị của loạt phụ âm hà hơi hữu thanh không rõ ràng. Không chắc là chúng là những âm vị riêng biệt hay cụm phụ âm có /h/.
|          |                  | Môi | Chân răng | Quặt lưỡi | Sau chân răng | Ngạc mềm | Lưỡi gà | Thanh hầu |
| Mũi      | Mũi              | m   | n         | (ɳ)       | (ɲ)           | (ŋ)      |         |           |
| Tắc      | vô thanh         | p   | t         | ʈ         |               | k        | (q)     |           |
| Tắc      | hữu thanh        | b   | d         | ɖ         |               | ɡ        |         |           |
| Tắc      | bật hơi          | pʰ  | tʰ        | ʈʰ        |               | kʰ       |         |           |
| Tắc      | hữu thanh hà hơi | bʱ  | dʱ        | ɖʱ        |               | ɡʱ       |         |           |
| Tắc xát  | vô thanh         |     | ts        | tʂ        | tʃ            |          |         |           |
| Tắc xát  | hữu thanh        |     | dz        | dʐ        | dʒ            |          |         |           |
| Tắc xát  | bật hơi          |     | tsʰ       | tʂʰ       | tʃʰ           |          |         |           |
| Tắc xát  | hữu thanh hà hơi |     |           |           | dʒʱ           |          |         |           |
| Xát      | vô thanh         |     | s         | ʂ         | ʃ             | (x)      |         | h         |
| Xát      | hữu thanh        |     |           | ʐ         | ʒ             | (ɣ)      |         |           |
| Tiếp cận | Tiếp cận         |     | l         |           | j             | w        |         |           |
| R        | R                |     | r         | (ɽ)       |               |          |         |           |

/x ɣ q/ chỉ có trong từ mượn.

### So sánh từ vựng
Bảng dưới đây so sánh từ vựng tiếng Kalash với của tiếng Phạn.
| Tiếng Việt | Tiếng Kalash     | Tiếng Phạn         |
| ---------- | ---------------- | ------------------ |
| xương      | athi, aṭhí       | asthi              |
| nước tiểu  | mutra, mútra     | mūtra              |
| làng       | grom             | grama              |
| đây thừng  | rajuk, raĵhú-k   | rajju              |
| khói       | thum             | dhūma              |
| thịt       | mos              | maṃsa              |
| chó        | shua, śõ.'a      | śvan               |
| kến        | pililak, pilílak | pipīla, pippīlika  |
| con trai   | put, putr        | putra              |
| dài        | driga, dríga     | dīrgha             |
| tám        | asht, aṣṭ        | aṣṭā               |
| đứt, vỡ    | china, čhína     | chinna             |
| giết       | nash             | nash, naś, naśyati |